# Nyssa yunnanensis
Nyssa yunnanensis är en kornellväxtart som beskrevs av W.Q.Yin, H.N.Qin och Phengklai. Nyssa yunnanensis ingår i släktet Nyssa och familjen kornellväxter. Inga underarter finns listade i Catalogue of Life.
Arten är endast känd från prefekturen Xishuangbanna i provinsen Yunnan i södra Kina. Den växer i kulliga områden och den ingår skogar som påverkas av monsunregn.
Intensivt skogsbruk hotar beståndet. IUCN listar Nyssa yunnanensis som akut hotad (CR).

## Bildgalleri

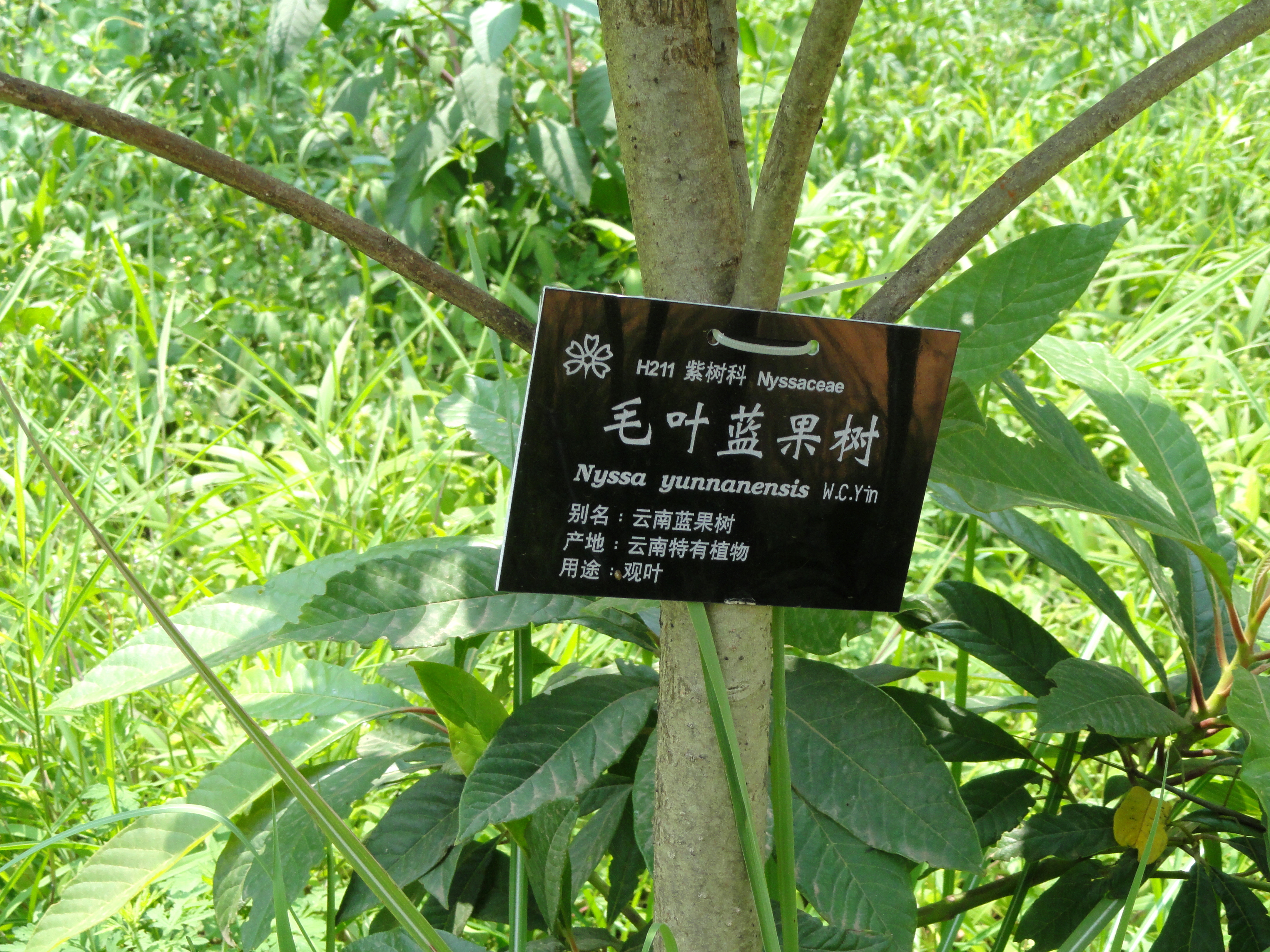
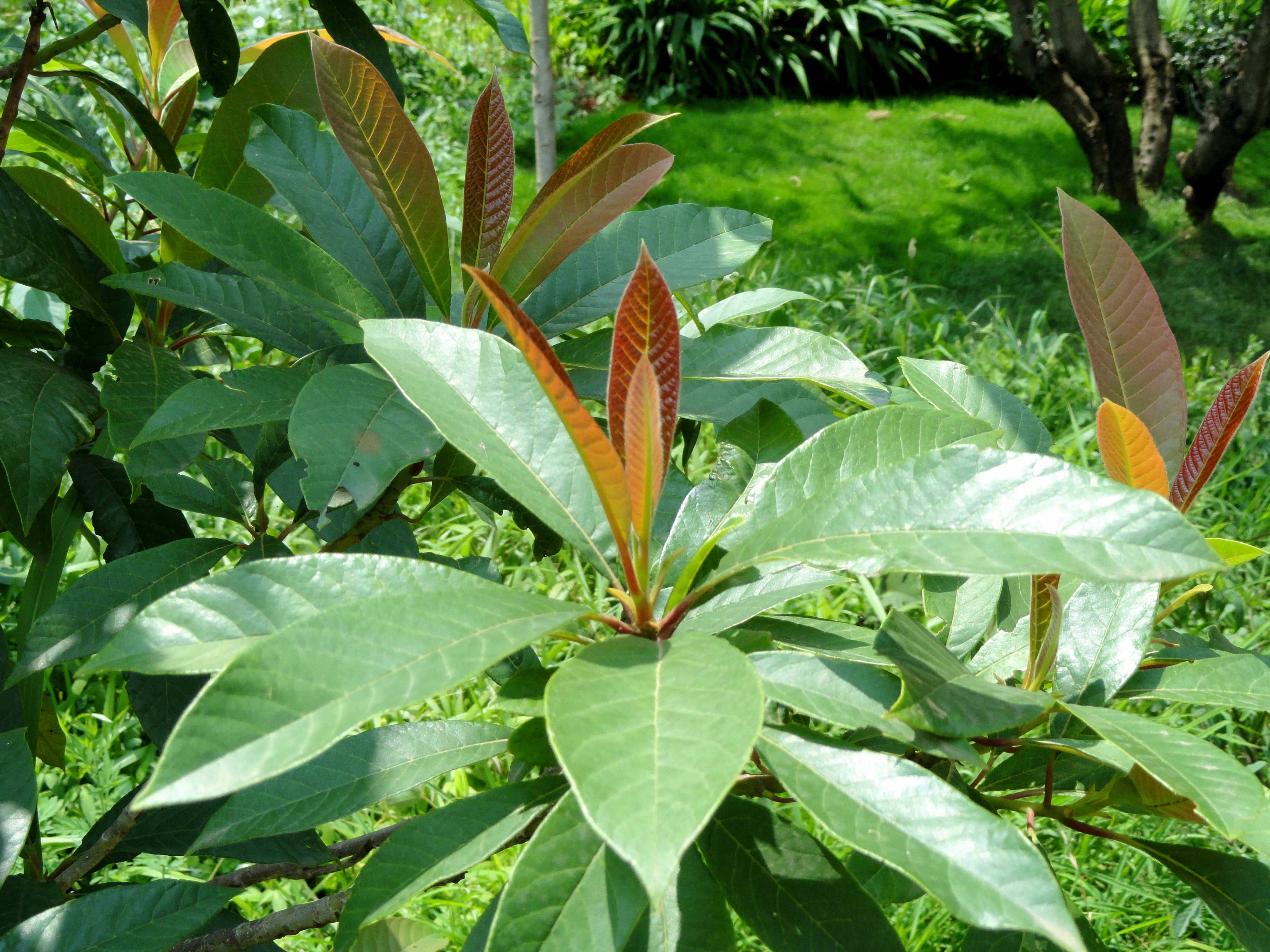